# Gallus Sándor
Gallus Sándor (Sopron, 1907. november 16. – Melbourne, 1996. december 30.) régész.

## Élete
Id. Gallus Sándor jogász, közjegyző és Lenck Ilona fia. 1929–30-ban a bécsi Hochschule für Welthandel vendéghallgatója, majd 1931-ben a szegedi Ferenc József Tudományegyetemen szerzett a jogtudomány doktora fokozatot. 1934-ben a budapesti Pázmány Péter Tudományegyetemen, Alföldi András tanítványaként bölcsészdoktori oklevelet kapott. 1934-ben Hariszeion-ösztöndíjjal Görögországban volt tanulmányúton.
1934–1944 között a Magyar Nemzeti Múzeum Régiségtárának múzeumi segédőre, majd őre és 1938-tól az őskori gyűjtemény kezelője volt. 1944-ben az angol hadifogolytábor parancsnokságán mint tartalékos huszárfőhadnagy teljesített katonai szolgálatot, majd decemberben a bécsi Nemzetközi Vöröskereszthez vezényelték. Salzburgban érte a fegyverszünet. 1945–47 között Grazban, az angol megszálló adminisztráció tolmácsa lett. Ezt követően 1947–49 között a Grazi Egyetem tolmácsképző intézete magyar nyelvtanfolyamának vezetője volt.
1949 májusában családjával együtt kivándorolt Ausztráliába, de ott oklevelét nem ismerték el. 1955-ben megkapta az ausztrál állampolgárságot és 1955–77 között a victoriai Educatio Department nyelvtanára volt.
Ságváron őskori telepen, Jászladányban rézkori temetőben, Mezőlakon és Jászdózsa-Kápolnahalmon bronzkori településeken, Golopon, Pomázon és Rozvágyon, vaskori temetőkben, illetve Nagytétényben és Tállyán, újkori lelőhelyeken végzett ásatásokat. Munkásságával fontos adalékokat szolgáltatott a bodrogkeresztúri kultúra réz- és agyagművességének ismeretéhez. A régészet elméleti és módszertani kérdéseivel is foglalkozott, pályája kezdetén verseket is írt.
Ausztráliai ásatásain szénizotópos kormeghatározással igazolta ottani ásatási eredményeit, miszerint a bennszülöttek 20–30 000 éve lakják Ausztráliát, amit a hivatalos ausztrál régészet sokáig nem volt hajlandó elfogadni. Megállapításai ott igen heves szakmai vitákat váltottak ki. Az ausztráliai, illetve a melbourne-i magyarság egyik befolyásos személyisége, társadalmi életének jeles egyénisége lett. Meghatározó szerepet játszott a melbourne-i Magyar Központ felállításában.
1938–39-ben a Szövetség politikai lap, 1963–77 között Ausztráliában pedig a Studies for a New Central Europe című folyóirat szerkesztője, 1963-tól az Associate Current Anthropology, 1966-tól az Árpád Akadémia és az Australian Institute of Aboriginal Studies tagja volt.

## Elismerései
- 1966 Árpád-érem

## Művei
- 1934 A soproni Burgstall alakos urnái = Die figuralverzierten Urnen vom Soproner Burgstall. Archaeologia Hungarica (13). Magyar Történeti Múzeum, Budapest
- 1939 A legrégibb lovas nép emlékei Magyarországon
- 1942 Győr története a vaskorszakig. Győr (tsz. Mithay Sándor)
- 1943 Magyar humanizmus. Magyar Élet
- 1944 Az őstörténelem módszertani alapjai. Századok
- 1947 Über die Grundlagen der urgeschichtlichen Methodik. Anales de arqueologia y etnologia. Mendoza
- 1950 Los fundamentos de la Europa histórica. Mendoza
- 1953 The Horse-Riding. Nomads in Human Development. Buenos Aires
- 1957 Magyar történelem. Cleveland (tszerk. Ferdinándy Mihály, Miskolczy Gyula, Szász Béla)
- 1967 The Geological Age of the Earliest Human Stone Tools Uncovered during the Excavations of the Archaeological Society at Keilor Near Melbourne. The Artefact
- 1968 Results of the 1968 Koonalda Caves, South Australia, Expedition of the Archaeological Society of Victoria. The Artefact
- 1968 Excavations of Koonalda Caves, South Australia. Current Anthropology
- 1970 Cultural Pluralism and the Study Complex Societies in Anthropology. Astor Park
- 1970 Forgotten Sentiments. The British Labour Party and Central Europe. Astor Park
- 1971 Results of the Exploration of Koonalda Cave. 1956–1968. Canberra
- 1976 The Middle and Upper Pleistocene Stone Industries at the Dry Creek Archaeological Sites Near Keilor. Melbourne
- 1977 Schematisation and Symbolic Form in the Indigenous Art. Schematisation in the Art of Aboriginal Australia and Prehistoric Europe. Canberra
- 1977 Organisation of the Future Towards Cultural Pluralism. Studies for a New Central Europe. Canberra
- 1983 Excavation at Keilor, Victoria. Excavations in the „D” Clay. The Artefact
- 1987 Fejezetek a magyar történelemből. Nyugati magyar tanulmányírók antológiája. Szerk. Borbándi Gyula. Bern